# Les Scythes

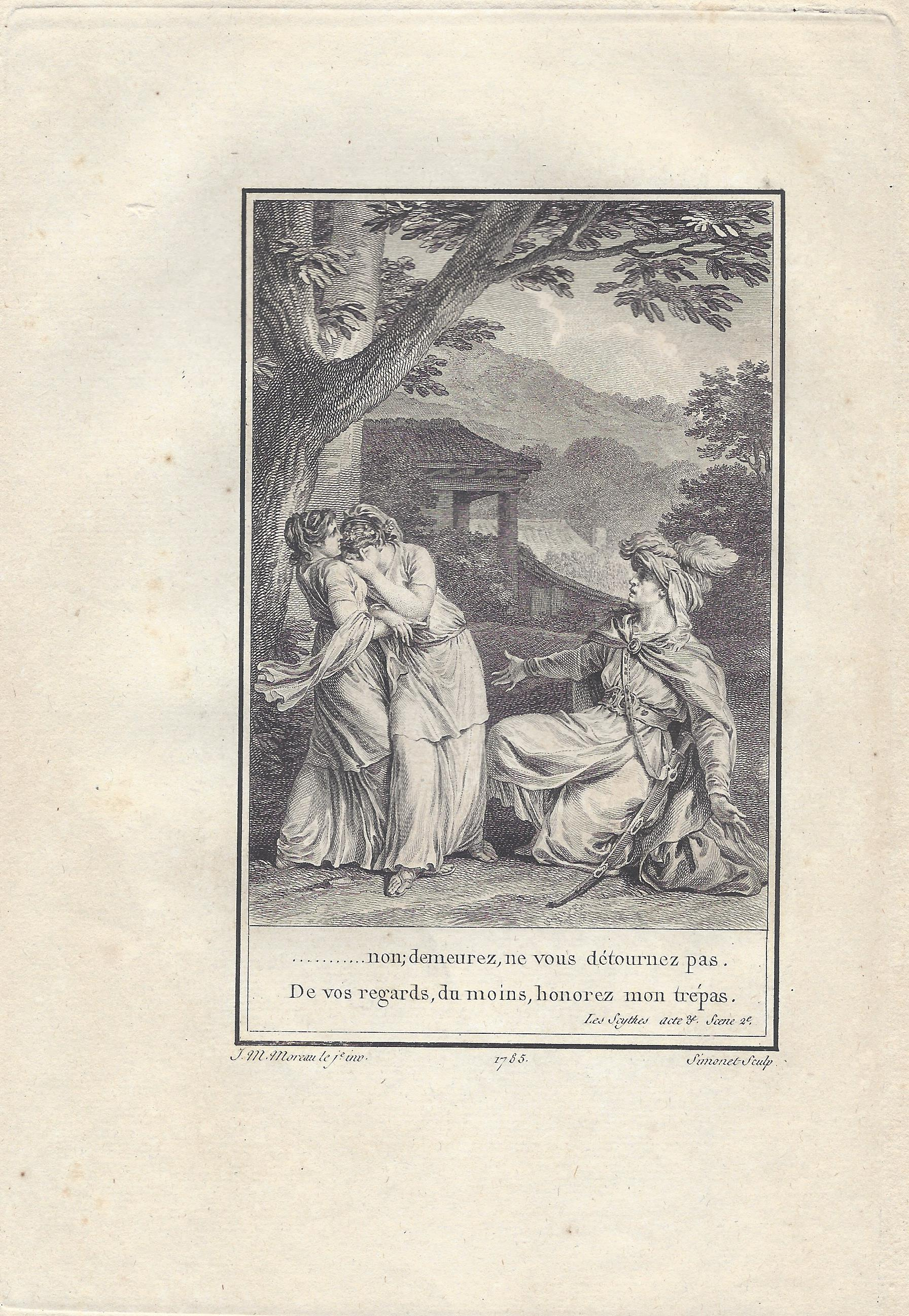
Jean-Michel Moreau: Illustration zu den Skyten 1785

Les Scythes ist eine Tragödie in fünf Aufzügen und Versen von Voltaire. Die Skythen wurden von Voltaire 1766 zur Unterhaltung der Gesellschaft von Le Ferney verfasst.

## Handlung
Akt 1
Die Handlung spielt in Skythien in einer ländlichen Gegend. Fremde sind in das Gebiet der Skythen eingedrungen. Es handelt sich um Perser, sie suchen den ehemaligen persischen General Sozame. Dieser brachte unter Cyrus den Schrecken anderen Völkern, unterwarf Hircanien. Cyrus zeichnete ihn mit Würden aus, gab ihm Reichtümer – nach dem Tod des Perserkönigs verlor Sozame an Ansehen. Unter dem unwürdigen Nachfolger Cambyse wurde verleumdet und geächtet, sein Hab und Gut wurde ihm genommen. Er musste fliehen und kam schließlich mit seiner Tochter Obéide nach Skythien. Diese ist das einzige Gut, das ihm geblieben ist.
Akt 2
Nach dem Willen ihres Vaters soll die schöne, aber bescheidene Obéide Indatire heiraten, den Sohn des Skythen Hermodan. Als sie vor dem Altar den Eheschwur spricht, erscheint der persische Fürst und Neffe Cyrus‘ Athamare mit anderen Persern. Unter Cambyses Regentschaft hatte Athamare Sozame verfolgt, doch nach dem Tode des Perserkönigs will er Gerechtigkeit walten lassen und seinen Fehler wiedergutmachen; er sucht die Freundschaft Sozames – der indes ist misstrauisch. Der Perserfürst liebt seit der Kindheit Obéide und will sie an seiner Seite zur Fürstin von Ekbatan machen.
Akt 3
Athamare erfährt, dass Obéide die Frau vor dem Altar war und dass ihr angetrauter Gatte der tapfere Indatire ist, gründet aber seine Hoffnung darauf, dass Obéide immer noch ihr Vaterland liebt. Doch trifft er auf Ablehnung: Bei einem Treffen fordert sie ihn auf, ihre Beziehung zu Indatire zu respektieren. Sie fragt sich, welcher Dämon ihn in das Land der Skythen geführt hat. Ihr Vater sieht den Perserfürsten als Feind und will, dass er verschwindet.
Akt 4
Athamare verlangt von Indatire, er solle ihm Obéide zurückgeben. Als dieser sich weigert, fordert er den Skythen heraus und tötet ihn im Zweikampf. Es kommt zum Kampf zwischen Persern und Skythen, den diese für sich entscheiden. Der Perserfürst wird verwundet und in Ketten gelegt.
Akt 5
Obéide soll nach skythischem Brauch den Mörder ihres Gatten mit dem Schwert richten, und zwar vor demselben Altar, vor dem sie Indatire heiratete: Der Altar der Hochzeit soll der Altar der Rache werden. Die junge Witwe aber ist innerlich gespalten: Sie ruft die Götter an, sich mit ihr zu vereinigen, um Athamare zu töten, andererseits empfindet sie immer noch eine heimliche Liebe für ihn. Athamare wird für die Hinrichtung vor den Altar gebracht – Obéide bekennt vor den Skythen ihre Liebe zu ihm und stürzt sich in das Schwert. Der Perserfürst will das Schwert ergreifen, um ebenfalls zu sterben, doch Sozame erklärt, dass Athamare leben soll!.

## Literarische Vorlage und biografische Bezüge
Voltaire verfasste die Tragödie im November 1766 innerhalb von zehn Tagen. Das Stück war für Voltaires privates Theater in Le Ferney gedacht. Unschwer zu erkennen und von Voltaire an d'Argental in einem Brief vom 8. Dezember 1766 bestätigt, stehen die Skythen mit ihren archaischen Gesetzen für die calvinistische Gesellschaft von Genf. Das große hochzivilisierte Nachbarland Persien hinter dem Wald steht für Frankreich. Die rigide Anwendung der skythischen Gesetze führt zum Unglück.

## Aufführungen und zeitgenössische Rezeption
Die Scythes  wurden zunächst am 10. März 1767 in Lausanne und am 16. März in Voltaires privatem Theater in Le Ferney und am 21. März in Genf aufgeführt. Das Stück wurde in Genf freundlich aufgenommen. Voltaire hatte zunächst befürchtet, dass die Schauspieler vom Publikum verprügelt würden, wenn es die Intention des Stückes erkannt hätte. Die Comédie-Française folgte mit Aufführungen am 26., 28., 30. März und dem 1. April 1767. Das Stück wurde allgemein abgelehnt. Friedrich Melchior Grimm fand „die Sprache ein wenig flach“. Die Wiederaufnahme von 1770 dagegen geriet dank der Darstellung der Mme Vestris zu einem beachtlichen Erfolg. Der Voltairebiograph Gustave Lanson nannte Les Scythes eine „unechte und scheinheilige Tragödie“.

## Drucklegung
Traditionell gilt die Ausgabe Lacombe trotz ihres Verweises auf eine Genfer Ausgabe als der Erstdruck. In der Petersburger Bibliothek fand sich vor wenigen im Nachlass von Voltaire ein Exemplar der ersten Genfer Ausgabe. Die Ausgabe Périsse Lyon wurde von Voltaire in letzter Hand redigiert.

## Beigabe
Den Scythes stellte Voltaire auf XVI Seiten eine Widmung und ein Vorwort voran.

## Erste Ausgaben
- Les Scythes. Cramer, Genf 1766. Einziges bekanntes Exemplar in der Eremitage in St. Petersburg
- Les Scythes, tragédie par M. de Voltaire. Nouvelle édition, corrigée et augmentée sur celle de Genève. Lacombe, Paris 1767, 8°, XVI, 78 S.
- Les Scythes, tragédie par M. de Voltaire. Nouvelle édition, corrigée et augmentée sur celle de Genève. Frères Périsse, Lyon 1767, 8°, 78 S. Ausgabe letzter Hand.

## Belege
1. ↑  Vgl. Voltaire. Oeuvres complètes 6. Théâtre – Tome cinquième. Paris 1877, p. 259-331. Siegfried Detemple: Voltaire: Die Werke. Katalog zum 300. Geburtstag. Reichert, Wiesbaden 1994, S. 211 ff.
2. ↑  Vgl. Die Skythen, in: Voltaire, Die Werke. Katalog zum 300. Geburtstag. Reichert, Wiesbaden 1994, S. 173 f.
3. ↑  Robert Niklaus: Les Scythes In: Raymond Trousson, Jeroom Vercruysse, Jacques Lemaire (Hrsg.): Dictionnaire Voltaire. Hachette Livre, Paris 1994, S. 210.
4. ↑  Robert Niklaus: Les Scythes In: Raymond Trousson, Jeroom Vercruysse, Jacques Lemaire (Hrsg.): Dictionnaire Voltaire. Hachette Livre, Paris 1994, S. 210.